# Germanska umjetnost
Germanska umjetnost označava umjetnička djela germanskih naroda koja nastaje u predrimskom razdoblju željeznog doba u sjevernoj Europi, a koja se uobličila tijekom velike seobe naroda (oko 300. – 900.) u kontinentalnoj Europi. Nakon pokrštavanja germanskih naroda u ranom srednjem vijeku, germanska umjetnost se podijelila u različite regionalne škole, kao npr. anglosaksonska umjetnost i karolinška umjetnost, prije nego što je došlo do razvoja stilova koji su obuhvaćali cijeli kontinent kao što je romanika i kasnije gotika.
Tri su stila dominantna u germanskoj umjetnosti: polikromni stil nastao kod Gota nastanjenih u području oko Crnog mora i animalni stil, tipičan za područje skandinavskih zemalja, sjeverne Njemačke i Engleske. Posljednji je insularna umjetnost ili hiberno-saksonska umjetnost koja je nastala fuzijom anglosaksonske i keltske umjetnosti na Britanskom otočju. 

## Podrijetlo
Najsjeverniji dio Europe, današnje ravnice Danske i južna Skandinavija, je najvjerojatnije mjesto gdje su nastali Germani Ovo, još od neolitika, stabilno područje je oko 750. pr. Kr. postalo područje poprilično uobličene kulture koja se širila na jug prema obalnim ravnicama između rijeka Elbe i Odre. U antici, rimski autori su sva plemena sjeverno i istočno od Galije (današnji Luksemburg, Belgija, Nizozemska i zapadna Njemačka), nazivali „Germanima”, ne zbog njihova zajedničkog germanskog jezika već zbog toga što su ih smatrali većim barbarima od keltskih Gala. Ova plemena su odigrala važnu ulogu u rimskoj povijesti tijekom tzv. „rimsko-germanskih ratova” od 113. pr. Kr., što je vrhunac doživjelo u Bitci u Teutoburškoj šumi 9. godine, nakon čega su se Rimljani povukli iz Germanije, koja je tijekom Rimskog Carstva razvijala svoju zasebnu kulturu i mitologiju.

## Barbarska umjetnost
U 3. stoljeću Rimsko Carstvo zapada u krizu i gotovo se raspada, a njegova vojska po etničkom sastavu postaje sve više germanska. Nakon što su Huni u 4. stoljeću potisnuli Germane prema zapadu, oni su provalili kroz rimske granice i postupno se naselili unutar Carstva (Gotski rat (377. – 382.). Vizigoti naseljavaju najprije Italiju, potom Španjolsku, na sjeveru Franci naseljavaju Galiju i zapadnu Njemačku, a u 5. stoljeću skandinavski narodi kao Angli, Sasi i Juti osvajaju i naseljavaju Britansko otočje. Nakon ratova s Germanima (Vandalskog rata (533. – 534.) i Gotskog rata (535.-554.) koncem 6. stoljeća na teritoriju Zapadnog Rimskog Carstva postoji niz malih politički manje organiziranih germanskih kraljevstva.
Premda ta kraljevstva nisu nikad bila homogena, dijelila su zajedničke kulturalne odlike. Arheološki nalazi ne pokazuju postojanje tradicije monumentalnih građevina i skulptura od trajnih materijala, ali zato pokazuju preferenciju „mobilnoj” umjetnosti za osobnu upotrebu i s praktičnom primjenom, kao npr. oružje, opremu za jahanje, alat i nakit koji je i služio kao kopča za odjeću. Sačuvani umjetnički predmeti germanskih naroda su gotovo uvijek osobni predmeti i nakit, a oji se prije prijelaza na kršćanstvo zakapao s pokojnikom. Većina umjetničkih predmeta izrađena od organskih materijala nije se očuvala.
Iz ovog razdoblja potječu i izvori germanskih epova kao što su Beowulf i Pjesma o Nibelunzima.

### Polikromni stil
Tijekom 2. stoljeća među Gotima iz južne Rusije razvilo se veliko zanimanje za ukrasne figure od zlata i predmete ukrašene dragim kamenjem. Ovaj umjetnički stil je naslijedio skitsku umjetnost i umjetnost Sarmaćana, uz nešto grčko-rimskog utjecaja, a bio je popularan i u Huna. Vjerojatno najpoznatiji primjeri datiraju iz 4. stoljeća, pronađeni su u Rumunjskoj i poznati su danas kao Pietroaselsko blago, među kojim je pronađen i veliki broš s motivom zlatnog orla (vidi sliku). Motiv orla dolazi iz Istočne Azije i preuzet je u vrijeme kad su preci Gota bili dio Hunskog Carstva. Isti je motiv vidljiv gotičkoj kopči pojasa u obliku orla iz 4. vijeka (vidi sliku) iz južne Rusije.
Goti su donijeli svoj umjetnički stil u Italiju, južnu Francusku i Španjolsku. Najpoznatiji primjer je ostrogotska fibula u obliku orla iz esene u Italiji, danas u muzeju u Nürnbergu. Drugi primjer je vizigotska polikromna votivna kruna Rekesvinta, vizigotskog kralja Toleda iz oko 670., pronađena u Fuente de Guarrazaru, u blizini Toleda. Popularnost stila potvrđena je i otkrićem polikromnog mača (slika) u grobnici franačkog kralja Childerica I. (umro oko 481., puno sjevernije od Alpa).
- Fibula u obliku orla od zlata, Pietroaselsko blago, 4. stoljeće, Nacionalni muzej rumunjske povijesti, Bukurešt.
- Zlatna platera iz Pietroasela
- Dvostruka fibula u obliku ptice iz Pietroasela
- Rekesvintova kruna, 7. st., zlato, Nacionalni arheološki muzej Španjolske, Madrid.
- Vizigotske fibule u obliku orla iz Alovera (Italija), 6. stoljeće

### Animalni stil
| Ramena kopča iz anglosaksonske grobnice Sutton Hoo (Engleska), 7. stoljeće, Britanski muzej, London. |  | Ramena kopča iz anglosaksonske grobnice Sutton Hoo (Engleska), 7. stoljeće, Britanski muzej, London. |
| Ramena kopča iz anglosaksonske grobnice Sutton Hoo (Engleska), 7. stoljeće, Britanski muzej, London. |  | |

Švedski arheolog Bernhard Salin je 1904. podijelio animalni stil „germanskih zoomorfnih dekoracija”, koji je trajao otprilike od 400. do 900. godine, na tri faze. Uzroci promjena koji su doveli do formiranja triju faza još su uvijek predmet diskusija, a objašnjavaju se uglavnom promjenama trendova u kasnorimskoj umjetnosti u provincijama i utjecaju tradicija nomadskih stepskih plemena. Prvi stil se pojavljuje u sjeverozapadnoj Europi i oblikuje se u zapaženi zasebni stil s uvođenjem tehnike chipcarving (njem. kerbschnitt), plitkog urezivanja površine metala sličnom onome u drvorezu. Ova se tehnika koristila za obradu srebra i zlata u 5. stoljeću. Karakteriziraju ga prikazi životinja čija su tijela podijeljena u sekcije i pojavljuju se na predmetima na kojima dominiraju apstraktni ukrasi. Nakon 560. – 570. prvi stil se polako gubi i zamjenjuje ga drugi kod kojega se životinje prikazuju u cijelosti, ali njihovo je tijelo izduženo tako da formira "trake" koje se isprepliću u simetrične oblike. Životinjski ukrasi nisu imali za cilj vjerni prikaz životinjskog tijela, često nisu prikazane noge pa se obično opisuju kao "zmije", iako glave prikazuju druge životinje. Prikaz životinjskog tijela je podređen ukrasnim motivima, tipično se koristi motiv isprepletenosti često formirajući oblik srca ili sl., poput primjera na anglosaksonskom poklopcu vrećice iz Sutton Hooa, 7. st.  
Salinov stil III. nalazi se uglavnom na Skandinavskom poluotoku i poznat je kao vikinška umjetnost.
- Fibula kraljice Arnegonde, 6. stoljeće, Louvre, Pariz.
- Merovinška fibula
- Vendelska kaciga, 7. st., Nacionalni arheološki muzej Švedske, Stockholm.
- Franačka škrinja u anglosaksonskom stilu, 8. st.
- Detalj ukrašenog anglosaksonskog zida Opatije sv. Osvalda iz 9. stoljeća, Gloucester.

## Kršćanski utjecaj
Nakon što se krajem 7. stoljeća pokrštavanje germanskih naroda bližilo kraju, Crkva postaje najznačajniji pokrovitelj umjetnosti i naručitelj iluminiranih rukopisa i drugih liturgijskih predmeta. Na primjer, merovinški kodeks Gelazjanski sakramentarij iz 8. stoljeća ne sadrži elemente animalnog stila već koristi mediteranske motive riba kako bi izgradio inicijale na početku poglavlja. 
Prema nalazima vidljivo je jasno opadanje germanskih načina ukrašavanja i povećanje mediteranskog utjecaja. Ovaj je proces bio brz kod Gota u Italiji i Španjolskoj, ali znatno sporiji kod sjevernijih naroda. Od tada već govorimo o predromanici, kao uvodu u prvi sve-europski stil - romaniku.

## Arhitektura
Nesposobni za održavanje monumentalne arhitekture od trajnijih materijala nomadski narodi su riješili spajajući oblike bizantske arhitekture iz Sredozemlja s tradicijskom arhitekturom germanskih kraljevstava od drveta. 
Goti i Franci su svoje crkve oblikovali kao trobrodne bazilike s polukružnom apsidom i središnjom prostorijom s kupolom i krstionicom. U nekim slučajevima prostorna raspodjela obogaćena je galerijom. Ostrogoti su u Ravenni svoje zgrade bogato ukrasili mozaicima (Arijanska krstionica, Neonova krstionica, Teodorikov mauzolej i palača). Vizigotska arhitektura u Španjolskoj ima neobičnu uporabu potkovičastog luka, s crkvenim brodovima različitih visina, a neke imaju uporabu tlocrta latinskog križa.
U središnjoj Europi mediteranski oblici se uvode kasnije, nakon osnivanja prvih samostana (paradoksalno, temelji redovničkog života su s germanskog područja - britanskog otočja, te se u Njemačkoj nazivaju Schottenklöster - „škotski samostan”). Takvi su Opatija Luxeuil (Francuska 585.), Kneževska opatija St. Gallen (Švicarska, 613.), Opatija Echternach (Luksemburg, 698.), Opatija Fulda (Njemačka, 744.), Opatija Lier (Belgija, 750.), Opatija Lorsch (Njemačka, 764.). Zajedničke su im uporaba kamena i drveta s kamenim krovovima zabata uokvireni cilindričnim kulama, slično drevnim nadgrobnim spomenicima. Kasnije, u skandinavskim zemljama, hof (predkršćanski germanski hram) se pretvara u crkvu zadržavajući oblike i materijale (nor. stavkirke), kao što je Urneška drvena crkva (vikinška umjetnost).
Vojna arhitektura se sastojala od drvenih i blatnih zidina s kružnim opkopima i stražarnicma koje su kasnije evoluirale u tornjeve srednjovjekovnih dvoraca.
- Ostrogotska Arijanska krstionica u Ravenni, kraj 5. stoljeća
- Neonova krstionica, unutrašnjost, 5. st.
- Teodorikov mauzolej, Ravenna, 520. god.
- Urneška drvena crkva, 12. st.
- Ukrasi sjevernog portala Urneške crkve